# Anni-Linnea Alanen
Anni-Linnea Alanen (11 de noviembre de 2002) es una deportista de Finlandia que compite en atletismo. Ganó una medalla de bronce en el Campeonato Europeo de Atletismo Sub-20 de 2021, en la prueba de lanzamiento de jabalina.